# El Arcángel (Córdoba)
El Arcángel es un barrio de la ciudad de Córdoba (España), perteneciente al Distrito Sureste. Debe su nombre a San Rafael, custodio de la ciudad. Está situado en zona sur del distrito, junto a la ribera del Guadalquivir. Limita al noroeste con el barrio de Santiago; al norte, con el barrio de Fuensanta; al este, con el barrio de Santuario; al sur, con el barrio de El Arenal; y al oeste, con el río Guadalquivir.

## Lugares de interés
- Balcón del Guadalquivir